# توماس وينثر أندرسن
توماس وينثر أندرسن (بالنرويجية البوكمول: Thomas Winther Andersen)‏ هو عازف جاز وملحن نرويجي، ولد في 29 أبريل 1969 في أوسلو في النرويج.

## روابط خارجية
- توماس وينثر أندرسن على موقع ميوزك برينز (الإنجليزية)
- توماس وينثر أندرسن على موقع أول ميوزيك (الإنجليزية)
- توماس وينثر أندرسن على موقع ديسكوغز (الإنجليزية)